# Салічето
Салічето (італ. Saliceto) — муніципалітет в Італії, у регіоні П'ємонт,  провінція Кунео.
Салічето розташоване на відстані близько 450 км на північний захід від Рима, 85 км на південний схід від Турина, 50 км на схід від Кунео.
Населення — 1329 осіб (2014).
Щорічний фестиваль відбувається 10 серпня. Покровитель — San Lorenzo Martire.

## Демографія
Населення за роками:

Станом на 1 січня 2023 року в муніципалітеті офіційно проживало 77 іноземців з 12 країн, серед них 15 громадян країн Євросоюзу та 20 громадян України.

## Сусідні муніципалітети
- Кайро-Монтенотте
- Камерана
- Ченджо
- Готтазекка
- Монтецемоло